# Anna von Brandenburg (1507–1567)

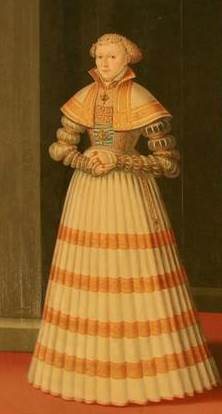
Anna von Brandenburg, Herzogin zu Mecklenburg

Anna von Brandenburg (* 1. Januar 1507; † 19. Juni 1567 in Lübz) war eine Prinzessin von Brandenburg und durch Heirat Herzogin zu Mecklenburg.

## Leben
Anna war die älteste Tochter des Kurfürsten Joachim I. von Brandenburg (1484–1535) aus dessen Ehe mit Elisabeth (1485–1555), Tochter des Königs Johann von Dänemark.
Sie heiratete am 17. Januar 1524 in Berlin Herzog Albrecht VII. zu Mecklenburg (1486–1547), der bei der von ihm 1529 im Neubrandenburger Hausvertrag durchgesetzten Landesteilung Mecklenburg-Güstrow erhalten hatte. Gegen ihre Mitgift von 20.000 Gulden waren Anna Amt und Stadt Lübz und das Amt Crivitz als Leibgedinge überschrieben worden. Anders als ihr Mann förderte dessen Bruder Heinrich V. von Mecklenburg-Schwerin die Einführung der Reformation. Auch Anna wandte sich vom Luthertum wieder ab, um Katholikin zu werden.
Anna wurde als unglücklich und verbittert beschrieben. Während sie keinerlei Bindung zu ihrem Ältesten  Johann Albrecht entwickelt hatte, schenkte sie ihre ganze Zuneigung den beiden jüngsten Söhnen. Nach dem Tod ihres Mannes lebte Anna auf der Eldenburg in ihrem Witwensitz Lübz, welches sich als einziger Teil des Landes nicht der lutherischen Reformation angeschlossen hatte. Im Jahr 1559 wurden hier, trotz der Religion seiner Mutter, durch Herzog Johann Albrecht alle katholischen Priester und Mönche gewaltsam vertrieben.
Anna wurde entgegen ihrem letzten Willen im Schweriner Dom bestattet. Denn zu Lebzeiten hatte sie ihr Begräbnis in der Stadtkirche ihres Wittums festgelegt. In ihrem Testament vom 25. März 1557 wünschte sie sich, nach katholischem Ritus beigesetzt zu werden und dass man sowohl den siebenten als auch den dreißigsten Tag ihres Todes gottesdienstlich begehen möge. Der älteste Sohn setzte sich mit der Entscheidung, Anna im evangelischen Dom beizusetzen, über die Wünsche seiner Mutter hinweg. Ein Grabmal erhielt die Herzogin weder in Lübz noch in Schwerin.

## Nachkommen
Aus ihrer Ehe hatte Anna folgende Kinder:
- Magnus (*/† 1524)
- Johann Albrecht I. (1525–1576), Herzog zu Mecklenburg

⚭ 1555 Prinzessin Anna Sophie von Preußen (1527–1591)
- Ulrich III. (1527–1603), Herzog zu Mecklenburg

⚭ 1. 1556 Prinzessin Elisabeth von Dänemark (1524–1586)
⚭ 2. 1588 Prinzessin Anna von Pommern-Wolgast (1554–1626)
- Georg (1528–1552)
- Anna (1533–1602)

⚭ 1566 Gotthard Kettler, Herzog von Kurland (1517–1587)
- Ludwig (*/† 1535)
- Johann (*/† 1536)
- Christoph (1537–1592), Administrator zu Ratzeburg

⚭ 1. 1573 Prinzessin Dorothea von Dänemark (1528–1575)
⚭ 2. 1581 Prinzessin Elisabeth von Schweden (1549–1597)
- Sophie (*/† 1538)
- Karl I. (1540–1610), Herzog zu Mecklenburg